# Ору-Прету (микрорегион)

Ору-Прету на карте.

О́ру-Пре́ту (порт. Microrregião de Ouro Preto) — микрорегион в Бразилии, входит в штат Минас-Жерайс. Составная часть мезорегиона Агломерация Белу-Оризонти. Население составляет 173 797	человек (на 2010 год). Площадь — 3147,773	 км². Плотность населения — 55,21	 чел./км².

## Демография
Согласно сведениям, собранным в ходе переписи 2010 г. Национальным институтом географии и статистики (IBGE), население микрорегиона составляет:						
| Полное население                             | Полное население                             | Полное население                             | Полное население                             | 173 797 |
| -------------------------------------------- | -------------------------------------------- | -------------------------------------------- | -------------------------------------------- | ------- |
| в том числе:                                 | Городское население                          | 153 427                                      | Процент городского населения, %              | 88,28   |
|                                              | Сельское население                           | 20 370                                       | Процент сельского населения, %               | 11,72   |
|                                              | Мужское население                            | 85 127                                       | Процент мужского населения, %                | 48,98   |
|                                              | Женское население                            | 88 670                                       | Процент женского населения, %                | 51,02   |
| Плотность населения, чел/км²                 | Плотность населения, чел/км²                 | Плотность населения, чел/км²                 | Плотность населения, чел/км²                 | 55,21   |
| Население микрорегиона в % к населению штата | Население микрорегиона в % к населению штата | Население микрорегиона в % к населению штата | Население микрорегиона в % к населению штата | 0,89    |

## Статистика
- Валовой внутренний продукт на 2003 год составляет 2 100 118 687,00 реалов (данные: Бразильский институт географии и статистики).
- Валовой внутренний продукт на душу населения на 2003 год составляет 12 958,29 реалов (данные: Бразильский институт географии и статистики).
- Индекс развития человеческого потенциала на 2000 год составляет 0,779 (данные: Программа развития ООН).

## Состав микрорегиона
В составе микрорегиона включены следующие муниципалитеты:
1. Диогу-ди-Васконселус
2. Итабириту
3. Мариана
4. Ору-Прету
5. Фуркин